# Hencz József (zeneszerző)
Hencz József (Szászrégen, 1942. november 30. –) erdélyi magyar zeneszerző, zenei író, tanár.

## Életpályája
Középiskolát szülővárosában végzett, a kolozsvári Gheorghe Dima Zenekonzervatóriumban zenetanári (1965), majd zeneszerzői oklevelet szerzett (1969). Egy évig Bánffyhunyadon, 1966-tól a kolozsvári Koreográfiai Líceumban tanított, 1973-tól 1980-ig a Maros Művészegyüttes karmestere Marosvásárhelyt.
Már első, a modern kifejezési eszközök iránti fogékonyság jegyében született hangszeres műveivel is – például Konvergensek című 1968-as zongoradarabjával – új hangot ütött meg pályatársaihoz képest. Számos hangszeres műve mellett szöveges zenéjében mérsékeltebben modern, sokszor kifejezetten törekszik a közvetlenségre, közérthetőségre. Még diákként komponálta első József Attila-dalait (Szegényember balladája, 1963), Horváth Imre verseire szerzett Lírai kantátáját (1967). A nap halála című nagyméretű oratóriuma (1969, Eugen Jebeleanu Hirosima mosolya című poémájára) diplomamunkája volt, 1980-ban mutatták be Marosvásárhelyen.
Bábszínházi zenéket írt Fazekas Mihály és Szabó Lajos darabjaihoz (1975, 1977). A halász és Hajótöröttek címmel (1971) Fodor Tibor, Lépcsők címmel (1971) Papp Tibor, A sikoly címmel (1972) Maksay Éva szövegkönyvére írt egyfelvonásos, ill. kamarabalettet. II. kantátája, a Marcia forzata (1973) Radnóti Miklósnak, IV. kantátája, a Kányádi Sándor versére szerzett Lupényi ballada 1929-ből a munkásmozgalom vértanúinak, V. kantátája, a Márki Zoltán versére szerzett Ballada a lányról, aki legyőzte a halált (1981) Ocskó Teréznek állít emléket. Dal a szerelemről című ciklusában (1977) négy csángó népdalt dolgozott fel.
1980-as keletű Dalciklusában ismét József Attila-költeményeket zenésített meg. A munka, Békés csillagok, Fényes hajnalok, Férfikor című karműveit (1974–81) Komzsik István versei ihlették.
Számos zenei tárgyú cikkét, bírálatát az Igazság (1969–73), Vörös Zászló, A Hét1, Utunk közölte.
2015-ben abbahagyta tanári pályafutását.
Második felesége László Zita színésznő, aki fiatalabb, mint az első házasságából született Helga nevű lánya. Egy fiúgyermekük van.